# Пабло Освалдо
Пабло Даниел Освалдо (роден на 12 януари 1986 в Буенос Айрес) е роден в Аржентина бивш италиански футболист, играе като нападател.

## Клубна кариера

### Ранна кариера
Пабло Освалдо започва професионалната си кариера във втородивизионния аржентински Уракан. След по-малко от години преминава в италианския Аталанта, където изиграва само три мача и отбелязва един гол за отбора в Серия Б. През 2006 г. Аталанта продава 50 процента от правата на Освалдо на друг тим от Серия Б – Лече. В Лече получава възможност да играе редовно и отбелязва осем гола в 31 мача. След добрия сезон Аталанта отново става изцяло собственик на Освалдо и го продава на Фиорентина за 4.6 милиона евро. Първият си мач в Серия А изиграва на 29 септември 2007 г. срещу Ливорно. В този мач отбелязва и първите си два гола при победата като гост с 3 – 0.
На 2 март 2008 г. вкарва с глава в добавеното време, за да донесе на Фиорентина победа с 3 – 2 над кръвния им враг Ювентус. След като вкарва гола, Освалдо отпразнува гола в стила на легендата на отбора Габриел Батистута, „стреляйки по феновете с въображаема картечница“, и събличайки своята фланелка. Заради радостта си получава втори жълт картон и е изгонен. На 18 май 2008 г. Освалдо вкарва единствения гол при гостуването на Торино с удар от воле. Този гол помага на Фиорентина да завърши с две точки повече от Милан и да заеме място в зона Шампионска лига.
На 20 януари 2009 г. преминава в Болоня за 5 милиона евро, подписвайки 4-годишен договор. На 23 август 2009 г. вкарва първия гол за клуба си за новия сезон срещу бившия си отбор Фиорентина. Мачът завършва наравно.

### Еспаньол
На 10 януари 2010 г. испанския Еспаньол привлича Освалдо под наем до края на сезона. Дебютът си в Примера Дивисион прави при загубата от Осасуна, заменяйки в 54-тата минута Иван Алонсо.
На 3 юни 2010 г. наемът е удължен за още един сезон. На 31 август 2010 г. договорът за наем се превръща в покупка на Освалдо за 4.6 милиона евро. Пабло подписва с Еспаньол 5-годишен договор.

### Рома
След добрия сезон с екипа на Еспаньол, на 25 август Освалдо преминава в Рома за сумата от 17.5 милиона евро. на 22 септември 2011 г. Освалдо отбелязва първия си гол за Рома при равенството 1 – 1 срещу Сиена. На 16 октомври 2011 г. се разписва срещу кръвния враг Лацио. На 5 ноември 2011 г. се разписва във вратата на Новара.
На 25 ноември 2011 г. Освалдо влиза в конфликт и удря в лицето съотборника си Ерик Ламела, след като Ламела не му подава топката при атаката на Рома в мач срещу Удинезе, загубен с 0 – 2. След тази случка Освалдо е глобен и наказан от клуба си. На 19 март 2012 г., след три месеца без гол, Освалдо се разписва при победата над Дженоа. Разписва се при загубата с 1 – 2 от Милан, а седмица по-късно вкарва гол при победата с 5 – 2 над Новара. Вкарва и при победата с 3 – 1 над Удинезе.
На старта на сезон 2012/2013 Освалдо вкарва първия си гол за сезона със задна ножица срещу Катания при равенството 2 – 2. На 2 септември 2012 г. Освалдо вкарва втория си гол за сезона при победата с 3 – 1 над Интер на Сан Сиро.

### Саутхямптън
През януари 2013 г. подписва с английския Саутхямптън за 4 години. Прави дебюта си срещу отбора на Съндърланд. Първият му отбелязан гол е срещу Кристъл Палас.

### Под наем в Ювентус
На 31 януари 2014 г. преминава под наем в Ювентус. Дебют за Старата госпожа прави в мач срещу отбора на Киево, заменяйки Фернандо Льоренте. Първият си гол за отбора отбелязва на 20.02.2014 г. срещу Трабзонспор в мач от 1/16 на Лига Европа. През 2014 година печели за пръв път Серия А.

## Национален отбор
Освалдо получава първата си повиквателна за Италия на 5 октомври 2011 г., заради контузиите на Джампаоло Пацини и Марио Балотели. На 11 октомври прави своя дебют срещу Северна Ирландия при победата на Италия с 3 – 0. След като не попада в състава на Италия за Евро 2012, Освалдо е повикан отново за квалификациите срещу България и Малта. Отбелязва първите си два гола в разстояние на четири минути при гостуването на България, давайки предимство на Италия от 2 – 1, а крайният резултат в мача е 2 – 2.

## Статистика

### Клубна
Информацията е актуална към 7 декември 2013 г.
| Отбор             | Сезон             | Първенство | Първенство | Купа   | Купа   | Континентална | Континентална | Общо   | Общо   |
| Отбор             | Сезон             | Мачове     | Голове     | Мачове | Голове | Мачове        | Голове        | Мачове | Голове |
| ----------------- | ----------------- | ---------- | ---------- | ------ | ------ | ------------- | ------------- | ------ | ------ |
| Уракан            | 2005              | 33         | 11         | 0      | 0      | -             | -             | 33     | 11     |
| Уракан            | Общо              | 33         | 11         | 0      | 0      | -             | -             | 33     | 11     |
| Аталанта          | 2006–07           | 3          | 1          | 0      | 0      | -             | -             | 3      | 1      |
| Аталанта          | Общо              | 3          | 1          | 0      | 0      | -             | -             | 3      | 1      |
| Лече              | 2006–07           | 31         | 8          | 1      | 0      | -             | -             | 32     | 8      |
| Лече              | Общо              | 31         | 8          | 1      | 0      | -             | -             | 32     | 8      |
| Фиорентина        | 2007–08           | 13         | 5          | 0      | 0      | 8             | 1             | 21     | 6      |
| Фиорентина        | 2008–09           | 8          | 0          | 0      | 0      | 5             | 0             | 13     | 0      |
| Фиорентина        | Общо              | 21         | 5          | 0      | 0      | 13            | 1             | 34     | 6      |
| Болоня            | 2008–09           | 12         | 0          | 0      | 0      | –             | –             | 12     | 0      |
| Болоня            | 2009–10           | 13         | 3          | 1      | 0      | –             | –             | 14     | 3      |
| Болоня            | Общо              | 25         | 3          | 1      | 0      | –             | –             | 26     | 3      |
| Еспаньол          | 2009–10           | 20         | 7          | 1      | 1      | –             | –             | 21     | 8      |
| Еспаньол          | 2010–11           | 24         | 13         | 2      | 1      | –             | –             | 26     | 14     |
| Еспаньол          | Общо              | 44         | 20         | 3      | 2      | –             | –             | 47     | 22     |
| Рома              | 2011 – 12         | 26         | 11         | 0      | 0      | –             | –             | 26     | 11     |
| Рома              | 2012 – 13         | 29         | 16         | 2      | 1      | –             | –             | 31     | 17     |
| Рома              | Общо              | 55         | 27         | 2      | 1      | –             | –             | 57     | 28     |
| Саутхемптън       | 2013 – 14         | 12         | 3          | 0      | 0      | 0             | 0             | 12     | 3      |
| Саутхемптън       | Общо              | 12         | 3          | 0      | 0      | 0             | 0             | 12     | 3      |
| Career Statistics | Career Statistics | 224        | 78         | 7      | 3      | 13            | 1             | 244    | 82     |

### Национални
| #  | Дата             | Място                                            | Съперник | Гол | Резултат | Турнир                       |
| -- | ---------------- | ------------------------------------------------ | -------- | --- | -------- | ---------------------------- |
| 1. | 7 септември 2012 | Национален стадион Васил Левски, София, България | България | 1–1 | 2 – 2    | Квалификации за Мондиал 2014 |
| 2. | 7 септември 2012 | Национален стадион Васил Левски, София, България | България | 1–2 | 2 – 2    | Квалификации за Мондиал 2014 |
| 3. | 12 октомври 2012 | Стадион Харздан, Ереван, Армения                 | Армения  | 1–3 | 1 – 3    | Квалификации за Мондиал 2014 |
| 4. | 11 октомври 2013 | Стадион Паркен, Копенхаген, Дания                | Дания    | 1–0 | 2 – 2    | Квалификации за Мондиал 2014 |

| Национален отбор по футбол на Италия | Национален отбор по футбол на Италия | Национален отбор по футбол на Италия |
| Година                               | Мачове                               | Голове                               |
| ------------------------------------ | ------------------------------------ | ------------------------------------ |
| 2011                                 | 2                                    | 0                                    |
| 2012                                 | 4                                    | 3                                    |
| 2013                                 | 6                                    | 1                                    |
| Общо                                 | 12                                   | 4                                    |

## Успехи
- Шампион на Серия Б: 2005/2006

Ювентус
- Серия А (1) – 2014